# Henry R. Cooper
Henry R. Cooper, Jr., ameriški slavist, literarni zgodovinar, prešernoslovec in prevajalec, * 30. september 1946, Bronx, New York.

## Življenje in delo
Diplomiral je iz slovanskih književnosti 1969 na Univerzi Columbia (University of Columbia) v New Yorku, doktoriral 1974 z disertacijo The Slavic Epic. Zaposlen je kot profesor in predstojnik oddelka za slovanske jezike in književnosti na Univerzi Indiana (Indiana University) v Bloomingtonu. Predava južnoslovanske jezike, literature in kulture, ruščino in staro rusko književnost ter raziskuje zgodovino prevajanja Svetega pisma v slovanske jezike. 1990–1994 ter 1999–2001 je bil predsednik Society for Slovene Studies. Urejal je njene publikacije: Papers in Slovene Studies 1987, Slovene Studies 1979–985 in bilten Society for Slovene Studies Letter 1987–1990. Sodeloval je pri urejanju zbornikov o Jerneju Kopitarju (1981), o protestantizmu (1984) in v počastitev Rada Lenčka (1987). Pisal je o Brižinskih spomenikih, Kopitarju, Prešernu (1981), o Župančiču, Prežihovem Vorancu, Kajetanu Koviču in prevajal. Bil je član vrste jezikoslovnih društev v ZDA, tudi član izvršnega odbora Association of Departments of Foreign Languages. Leta 1995 je bil izvoljen za dopisnega člana Slovenske akademije znanosti in umetnosti.

## Priznanja in odlikovanja
- red jugoslovanske zastave z zlato zvezdo, 1989
- zahvala vlade Republike Slovenije, 1992